# The Monad of Creation
The Monad of Creation (englisch Die Monade der Schöpfung) ist ein Album der Funeral-Doom-Band Mournful Congregation.

## Geschichte
Die auf Monad of Creation festgehaltenen Musikstücke entstanden in der zweiten Hälfte der 1990er-Jahre, wurden jedoch erst Jahre später eingespielt. Nach der Veröffentlichung des Debüts Tears from a Grieving Heart im Jahr 1999 plante die Band über einen längeren Zeitraum die nächste Veröffentlichung. Während neue Stücke auf Split-Veröffentlichungen präsentiert wurden, sollte das zweite Studioalbum „Material integrieren, das sich über viele Jahre erstreckt.“ Dabei verwies Damon Good zusätzlich darauf, dass die Musik der Band „normalerweise über viele Jahre“ hinweg entstünde. Auswahl und Reihenfolge der auf Monad of Creation präsentierten Lieder stand derweil bereits nach der Debütveröffentlichung fest. Im besonderen Interesse der Band lag dabei auch eine adäquate Möglichkeit die eigene Vorstellung von dem geplanten Album zu verwirklichen.
Good, als einziges Gründungsmitglied, fungierte dabei als kreativer Visionär. Er komponierte den Großteil der Musik in seinem Heimstudio unter dem Einfluss von Candlemass, Thergothon und klassischen Komponisten.
Mit dem Material gingen erst Adrian Bickle und Good ins Studio um Goods Gitarrenspuren und das Schlagzeug aufzunehmen. Danach nahm Justin Hartwig seine Gitarrenspuren auf. Alles wurde analog auf Tonband aufgenommen und nachkommend mit Pro Tools digital abgemischt. Schlagzeug und Gitarre wurden zuerst aufgenommen um die Stücke weiterzuverarbeiten.

## Albuminformationen
The Monad of Creation ist das zweite Studioalbum der Band. Zur Zeit der Aufnahme und Veröffentlichung bestand die Band aus dem Sänger, Gitarristen und Bassisten, dem Schlagzeuger Damon Good und dem Gitarristen Justin Hartwig.

### Umfang und Gestaltung
Das 2005 erstmals veröffentlichte Album enthält 4 separate Stücke, die eine Gesamtspielzeit von 1:00:38 Stunden haben. Die Gestaltung übernahm Elena Governo. Nachdem das Album am 16. März 2005 über Weird Truth Productions als CD, über Painiac Records als Doppel-LP und über Meurtre Noir Records als MC veröffentlicht wurde, wurde es 2010, 2012 und 2014 über Osmose Productions und 20 Buck Spin als Musikdownload, CD und LP wiederveröffentlicht.

### Stil
Monad of Creation wird dem Funeral Doom zugerechnet. Mit Verweis auf den Ausspruch von Miles Davis „Spiel, was nicht da ist“ wird The Monad of Creation für Nine Circles als gekonntes Spiel mit dem Raum zwischen den Noten beschrieben. Mit der instrumentalen und kompositorischen Reduzierung setze sich die Veröffentlichung von anderen Alben des Genres ab und besäße einen bedeutenden Einfluss auf nachfolgende Interpreten. Wo viele Vertreter des Funeral Doom die Leerräume mit Effekten und Klangflächen zu füllen suchten, lasse die Band die Leere auf The Monad of Creation existieren. Stille und verklingende Noten werden zelebriert. Gitarre und Schlagzeug werden mit einem warmen und subtilen Hall versetzt. Die Stille wirke darüber beruhigend.

## Wahrnehmung
In Rückblicken auf die Veröffentlichung und Geschichte des Albums geht das Lob für Monad of Creation bis hin zur Beschreibung als ein das „Genre definierendes Meisterwerk“. Das Decibel führte das Album auf dem 87. Platz der Top 100 Doom Metal Albums of all Times. Jonathan Horsley schrieb, dass es ein Album sei, das diejenigen belohne, die zu ihm aufmerksam zurückkehren und jene strafe, die es nur unverbindlich und beiläufig hören.